# Luigi Agustoni
Pour les articles homonymes, voir Agustoni.
Luigi Agustoni, né à Schaffhouse le 16 janvier 1917 et mort à Orselina le 31 mars 2004, est un prêtre et musicologue suisse, spécialiste du chant grégorien.

## Biographie
Originaire de Morbio Inferiore, dans le canton suisse du Tessin, il entre au Séminaire de Lugano en 1931, puis est ordonné prêtre pour le diocèse de Lugano en 1941, en y enseignant le chant liturgique pendant 15 ans. De même, il fut organiste de la cathédrale de Lugano de 1941 à 1950, puis enseigna la liturgie auprès du séminaire de cette ville entre 1950 et 1956, avant de quitter cette ville.
Par ailleurs, son frère Gilberto, également ordonné prêtre en 1946, est créé cardinal par le pape Jean-Paul II en 1994.
Luigi Agustoni obtient une maîtrise à l'Institut pontifical de musique sacrée de Rome duquel Gregorio Maria Sunol, ancien enseignant du séminaire, était le directeur. Celui-ci y aide ses études, dans les temps difficiles après la Seconde Guerre mondiale. Il se lie d'amitié avec Eugène Cardine à l'occasion d'une visite à l'abbaye de Solesmes en 1946, centre du renouveau grégorien. Il consacre dorénavant sa vie à l'étude du chant grégorien, dont il devient l'un des spécialistes les plus reconnus.
À partir de 1955, il enseigne la musique sacrée, notamment le chant grégorien, à l'Institut pontifical ambrosien de musique sacrée de Milan, et publie de nombreux ouvrages et articles, contribuant à de nombreuses revues spécialisées : la Revue grégorienne, Musica Sacra, Studi Gregoriani, Beitrage zur Gregorianik, Note gregoriane. Après le concile Vatican II, il est sollicité par le Vatican pour participer à la commission chargée de réformer le missel romain. Il est secrétaire du groupe pour la révision des livres de chant grégorien, qui publie en 1967 le Graduale simplex, puis le Graduale romanum en 1974, ainsi que la Liturgie des Heures. Il est, à partir de 1965, l'un de la quarantaine d'experts qui élaborent l'instruction Musicam sacram.
Dans les années 1960, il fonde la Nova Schola Gregoriana, ensemble vocal consacré à l'interprétation du chant grégorien. En 1975, il fonde l'Association internationale pour l'étude du chant grégorien (AISCGre) à Crémone, et la dirige jusqu'en 1999. Il enseigne à Lugano, Milan, Crémone, Rome, mais aussi en Allemagne, au Venezuela et au Japon. Le 18 janvier 2001, il reçoit un doctorat honoris causa en musique sacrée de l'Institut pontifical de musique sacrée, en présence du cardinal secrétaire d'État Angelo Sodano. 

## Œuvres
- Primo corso di Canto gregoriano secondo la scuola solesmense, Côme, 1946[eg32 2]
- La modalità del canto liturgico occidentale, 1948[eg32 2]
- Il Codice 95 di Sciaffusa : studi storico, paleografico, semiologico (thèse doctorale), 1949[eg32 2]
- Fonti e paleografia del canto ambrosiano, Milan, 1956.
- L'interpretazione dei neumi tramandata dalla loro stessa grafia, 1958[eg32 2]
- Elementi di Canto Gregoriano, Padoue, 1959

traduction en français, Le Chant Grégorien. Mot et neume, 1969
- L'interpretazione del gregoriano oggi, Arezzo, 1984.
- Einführung in die Interpretation des Gregorianischen Chorals, Band I : Grundlagen, Gustav Bosse Verlag, Ratisbonne 1987 (avec Johannes Berchmans Göschl)  (ISBN 3-7649-2343-1)

traduction en français, Introduction à l'interprétation du chant grégorien : Principes fondamentaux, Abbaye Saint-Pierre, Solesmes 2001  (ISBN 978-2-85274-203-1) 288 p.